# Hans Hellmann
Hans  Gustav Adolf Hellmann (Wilhelmshaven, 14 ottobre 1903 – Mosca, 29 maggio 1938) è stato un fisico e chimico tedesco.

## Biografia
Hellmann nacque nella città portuale prussiana di Wilhelmshaven.
Orfano di padre e di famiglia povera, Hellmann si iscrisse ad ingegneria elettrica all'Università di Stoccarda,   passando dopo un semestre a fisica, e studiò anche all'università di Kiel.
Si diplomò all'istituto Kaiser Wilhelm per la chimica di Berlino con un lavoro sui composti radioattivi sotto Otto Hahn e Lise Meitner. Ottenne il dottorato all'Università di Stoccarda sotto la supervisione del fisico tedesco Erich Regener grazie ai suoi risultati sul decadimento dell'ozono.
Conobbe e sposò Victoria Bernstein, frequentando la casa del professor Regener che ospitava come una figlia la profuga ebrea ucraina, orfana e lontana parente della moglie. Il 14 ottobre 1929 nasce il figlio Hans Junior e, sempre nello stesso anno, Hellmann divenne assistente all'Università Leibniz di Hannover.
Dopo l'ascesa al potere del nazismo Hellmann divenne indesiderabile per il suo matrimonio con un'ebrea: fu licenziato il 24 dicembre 1933. Si trasferì in Unione Sovietica ove ottenne un posto all'Istituto Karpov di Mosca, ove si applicò tra l'altro al concetto degli pseudopotenziali.
Fu denunziato e arrestato il 10 maggio 1938 durante la Grande Purga, fu ucciso al poligono di Butovo alla periferia di Mosca il 29 maggio dello stesso anno. Suo figlio, Hans Hellmann jr. poté lasciare l'ex Unione Sovietica solo nel 1991.
Nel contesto scientifico il suo nome è associato al teorema di Hellmann-Feynman e ad uno dei primi libri di testo sulla chimica quantistica  (‘Kvantovaya Khimiya’, 1937; tradotto in tedesco come  ‘Einfuehrung in die Quantenchemie’, Vienna, 1937). Aprì la strada a diversi concetti della chimica quantistica, tra i quali quello degli pseudopotenziali, che ora sono universalmente accettati.